# Mycetophila cognata
Mycetophila cognata är en tvåvingeart som beskrevs av Philippi 1865. Mycetophila cognata ingår i släktet Mycetophila och familjen svampmyggor. Inga underarter finns listade i Catalogue of Life.